# Aulacocephalus temminckii
Aulacocephalus temminckii, thường được gọi là cá mú dải vàng, là loài cá biển duy nhất thuộc chi Aulacocephalus trong họ Cá mú. Loài này được mô tả lần đầu tiên vào năm 1854.

## Phân bố và môi trường sống
A. temminckii có phạm vi phân bố rải rác khắp vùng biển Ấn Độ Dương và Thái Bình Dương. Ở Ấn Độ Dương, nó được tìm thấy ở ngoài khơi Nam Phi; miền nam Mozambique; Comoros; Reunion và Mauritius; ở phía bắc của Biển Đỏ; phía tây Thái Lan. Ở phía tây Thái Bình Dương, nó được tìm thấy tại quần đảo Ryukyu và ngoài khơi phía nam Nhật Bản; phía nam Hàn Quốc, đông nam Trung Quốc và đảo Đài Loan; phía nam đảo Mindanao, Philippines; rải rác ở 2 bờ đông - tây của Úc; đảo Norfolk; New Zealand và Polynesia thuộc Pháp. A. temminckii sống trong các hang động và xung quanh các kẽ hở của rạn san hô và đá ngầm; độ sâu được ghi nhận là khoảng 20 – 604 m.

## Mô tả
A. temminckii trưởng thành đạt kích thước khoảng 40 cm. Cá thể trưởng thành có màu lam sáng đặc biệt với sọc vàng tươi nổi bật từ mõm, băng qua mắt, trải dài dọc theo lưng đến cuống đuôi trên. Da của loài này có độc tố grammistin tạo ra vị đắng. Lượng độc tố được sản xuất tăng lên khi chúng rơi vào trạng thái sợ hãi.
Số gai ở vây lưng: 9; Số vây tia mềm ở vây lưng: 12; Số gai ở vây hậu môn: 3; Số vây tia mềm ở vây hậu môn: 9; Số vây tia mềm ở vây ngực: 17 - 18.
Thức ăn của A. temminckii là những loài cá nhỏ và động vật giáp xác.